# Dil (miejscowość)
Dil (perski: ديل) – miejscowość w Iranie, w ostanie Kohgiluje wa Bujerahmad. W 2006 roku miejscowość liczyła 2087 mieszkańców w 482 rodzinach.